# Humbécourt
Humbécourt est une commune française située dans le département de la Haute-Marne, en région Grand Est.

## Géographie
Humbécourt (52290) se trouve dans le département Haute Marne. La superficie de Humbécourt est de 2 084 hectares (20,84 km2) avec une altitude minimum de 136 mètres et un maximum de 178 mètres. La commune compte de 808 habitants (recensement publié en 2015) avec une densité de 36,13 personnes par km2. Les citoyens de Humbécourt sont nommés les Humbécourtois et les Humbécourtoises. Humbécourt est située à 7 km du lac du Der près de la limite entre les départements de la Marne et de la Haute-Marne.
|                                  | Valcourt             | Saint-Dizier            |
| Éclaron-Braucourt-Sainte-Livière | Humbécourt           |                         |
| Allichamps                       | Attancourt Louvemont | Troisfontaines-la-Ville |

### Hydrographie
La commune est dans la région hydrographique « la Seine de sa source au confluent de l'Oise (exclu) » au sein du bassin Seine-Normandie. Elle est drainée par la Blaise, le cours d'eau 01 du Grand Étang, le ruisseau des Aulnees, le ruisseau des Fabriques, le canal de Saint-Dizier à Wassy (canal désaffecté), le cours d'eau 01 de l'Étang du Coulin, le cours d'eau 01 de Prêle, le cours d'eau 02 de la commune de Saint-Dizier, le cours d'eau 02 du Grand Étang, le Fossé 01 aux Longères, le Fossé 01 de la commune de Humbecourt, le Fossé 01 de la commune de Saint-Dizier, le Fossé 01 de la Fosse Fadoue, le Fossé 02 de la commune de Humbecourt, le ruisseau de la Piquette et le ruisseau de Prele,.
La Blaise, d'une longueur de 86 km, prend sa source dans la commune de Gillancourt et se jette  dans la Marne à Isle-sur-Marne, après avoir traversé 34 communes. 

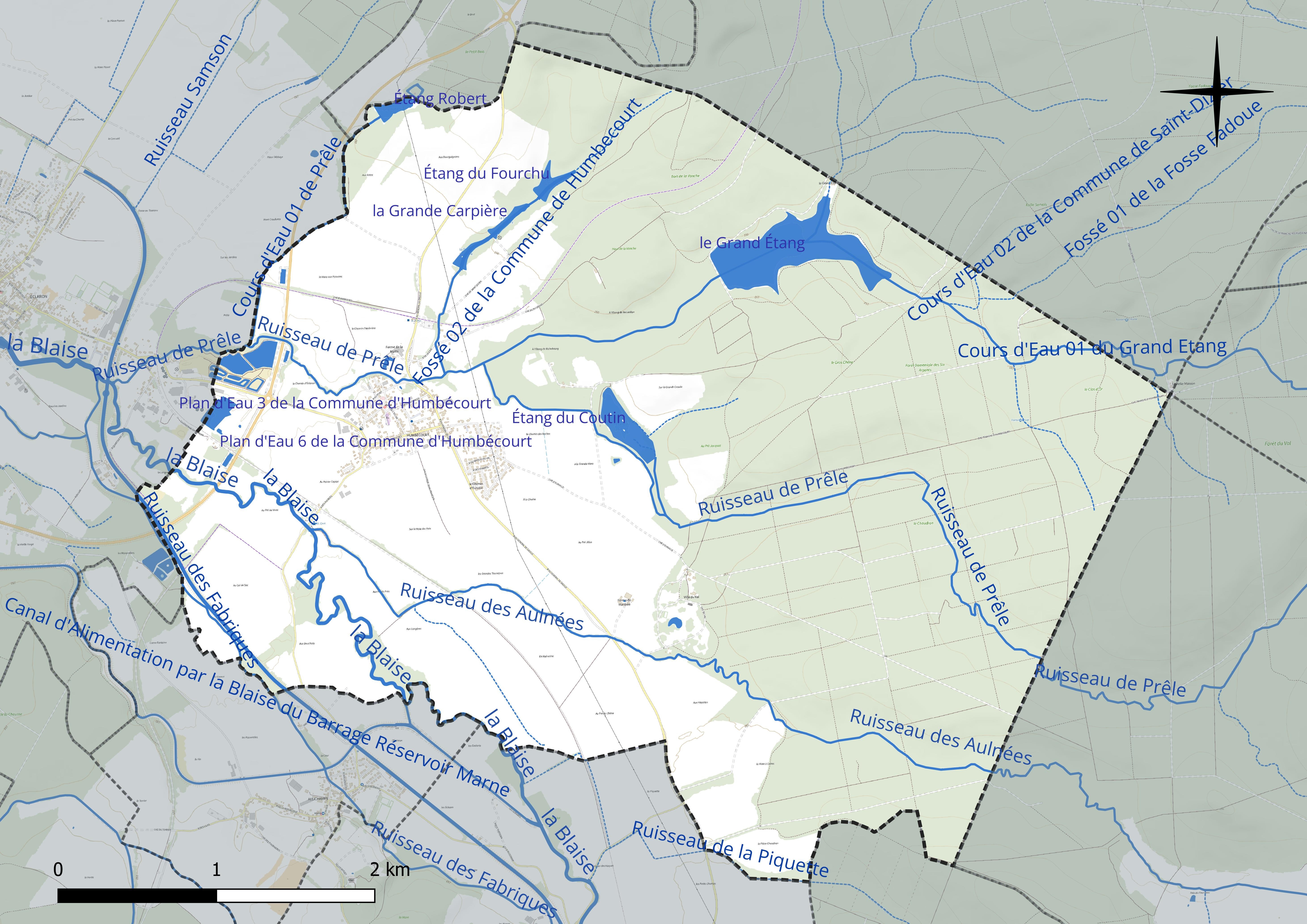
Réseau hydrographique d'Humbécourt.

Neuf plans d'eau complètent le réseau hydrographique : la Grande Carpière (1,4 ha), la Petite Carpière (1,3 ha), le Grand étang (27,9 ha), le plan d'eau 3 de la commune d'Humbécourt, d'une superficie totale de 2,3 ha (2,1 ha sur la commune), le plan d'eau 4 de la commune d'Humbécourt (0 ha), le plan d'eau 6 de la commune d'Humbécourt (0,1 ha), l'étang du Coutin (6,6 ha), l'étang du Fourchu (2,1 ha) et l'étang Robert, d'une superficie totale de 1,8 ha (1,8 ha sur la commune),.

### Climat
Pour des articles plus généraux, voir Climat du Grand Est et Climat de la Haute-Marne.
En 2010, le climat de la commune est de type climat des marges montargnardes, selon une étude du Centre national de la recherche scientifique s'appuyant sur une série de données couvrant la période 1971-2000. En 2020, Météo-France publie une typologie des climats de la France métropolitaine dans laquelle la commune est exposée à un climat océanique altéré et est dans la région climatique  Lorraine, plateau de Langres, Morvan, caractérisée par un hiver rude (1,5 °C), des vents modérés et des brouillards fréquents en automne et hiver. 
Pour la période 1971-2000, la température annuelle moyenne est de 10,4 °C, avec une amplitude thermique annuelle de 15,7 °C. Le cumul annuel moyen de précipitations est de 889 mm, avec 13,1 jours de précipitations en janvier et 9 jours en juillet. Pour la période 1991-2020, la température moyenne annuelle observée sur la station météorologique de Météo-France la plus proche, « Saint-Dizier », sur la commune de Saint-Dizier à 7 km à vol d'oiseau, est de 11,6 °C et le cumul annuel moyen de précipitations est de 794,5 mm. 
La température maximale relevée sur cette station est de 41,4 °C, atteinte le 25 juillet 2019 ; la température minimale est de −22,5 °C, atteinte le 14 février 1956,,. 
Les paramètres climatiques de la commune ont été estimés pour le milieu du siècle (2041-2070) selon différents scénarios d'émission de gaz à effet de serre à partir des nouvelles projections climatiques de référence DRIAS-2020. Ils sont consultables sur un site dédié publié par Météo-France en novembre 2022.

## Urbanisme

### Typologie
Au 1er janvier 2024, Humbécourt est catégorisée commune rurale à habitat dispersé, selon la nouvelle grille communale de densité à sept niveaux définie par l'Insee en 2022.
Elle est située hors unité urbaine. Par ailleurs la commune fait partie de l'aire d'attraction de Saint-Dizier, dont elle est une commune de la couronne,. Cette aire, qui regroupe 72 communes, est catégorisée dans les aires de 50 000 à moins de 200 000 habitants,.

### Occupation des sols
L'occupation des sols de la commune, telle qu'elle ressort de la base de données européenne d’occupation biophysique des sols Corine Land Cover (CLC), est marquée par l'importance des forêts et milieux semi-naturels (54 % en 2018), en diminution par rapport à 1990 (55 %). La répartition détaillée en 2018 est la suivante : 
forêts (51,8 %), terres arables (36,5 %), prairies (4,8 %), milieux à végétation arbustive et/ou herbacée (2,2 %), zones urbanisées (1,9 %), zones agricoles hétérogènes (1,4 %), eaux continentales (1,3 %). L'évolution de l’occupation des sols de la commune et de ses infrastructures peut être observée sur les différentes représentations cartographiques du territoire : la carte de Cassini (XVIIIe siècle), la carte d'état-major (1820-1866) et les cartes ou photos aériennes de l'IGN pour la période actuelle (1950 à aujourd'hui).

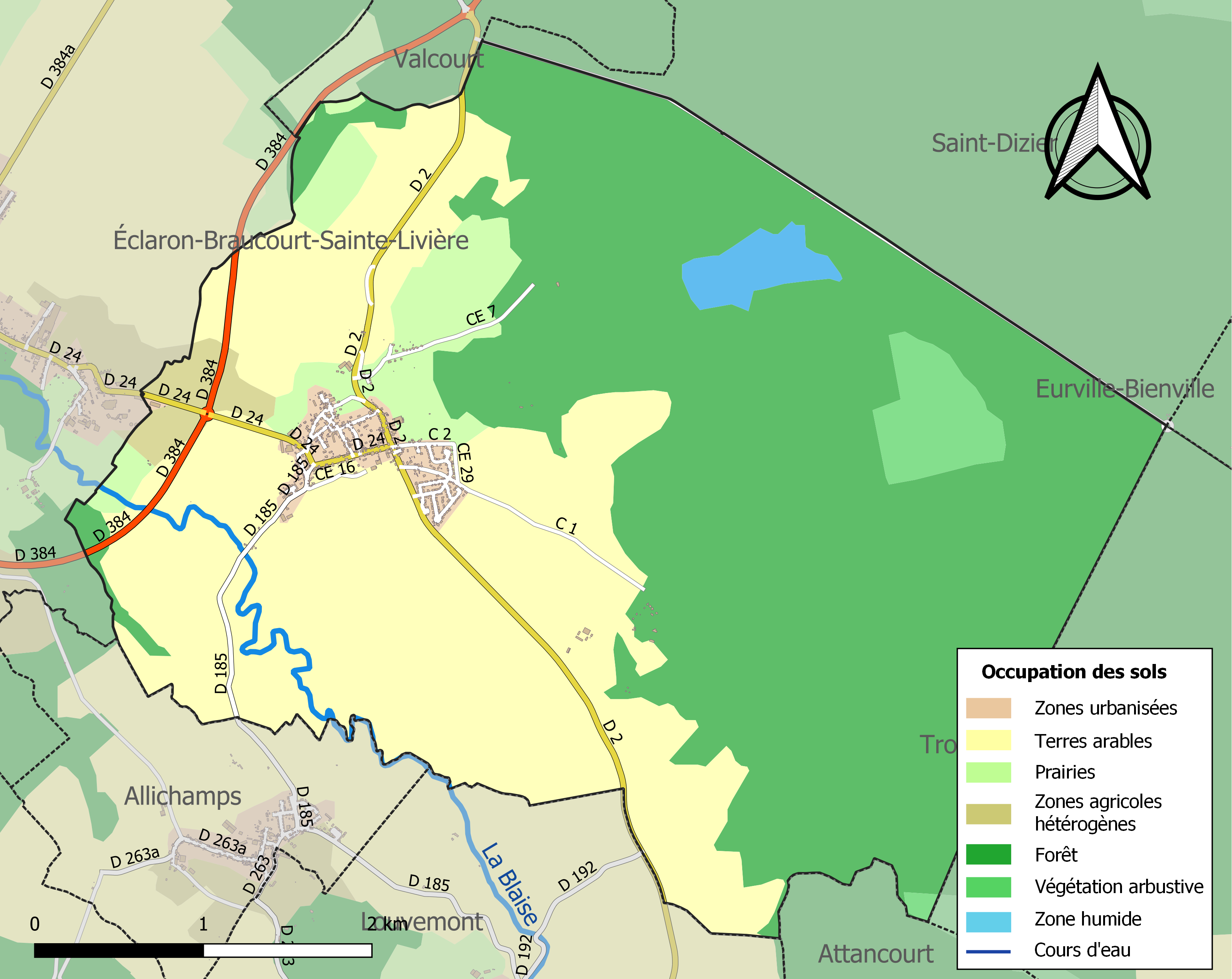
Carte des infrastructures et de l'occupation des sols de la commune en 2018 (CLC).

## Toponymie
Le nom de la localité est attesté sous les formes Umbercort (vers 1200) ; Humbercort (1241) ; Humbertcourt (1243) ; Hombercort (1248) ; Humbescourt (1386) ; Humbescour (1391) ; Humbeiscourt (1396) ; Humbécourt (1763).

## Histoire

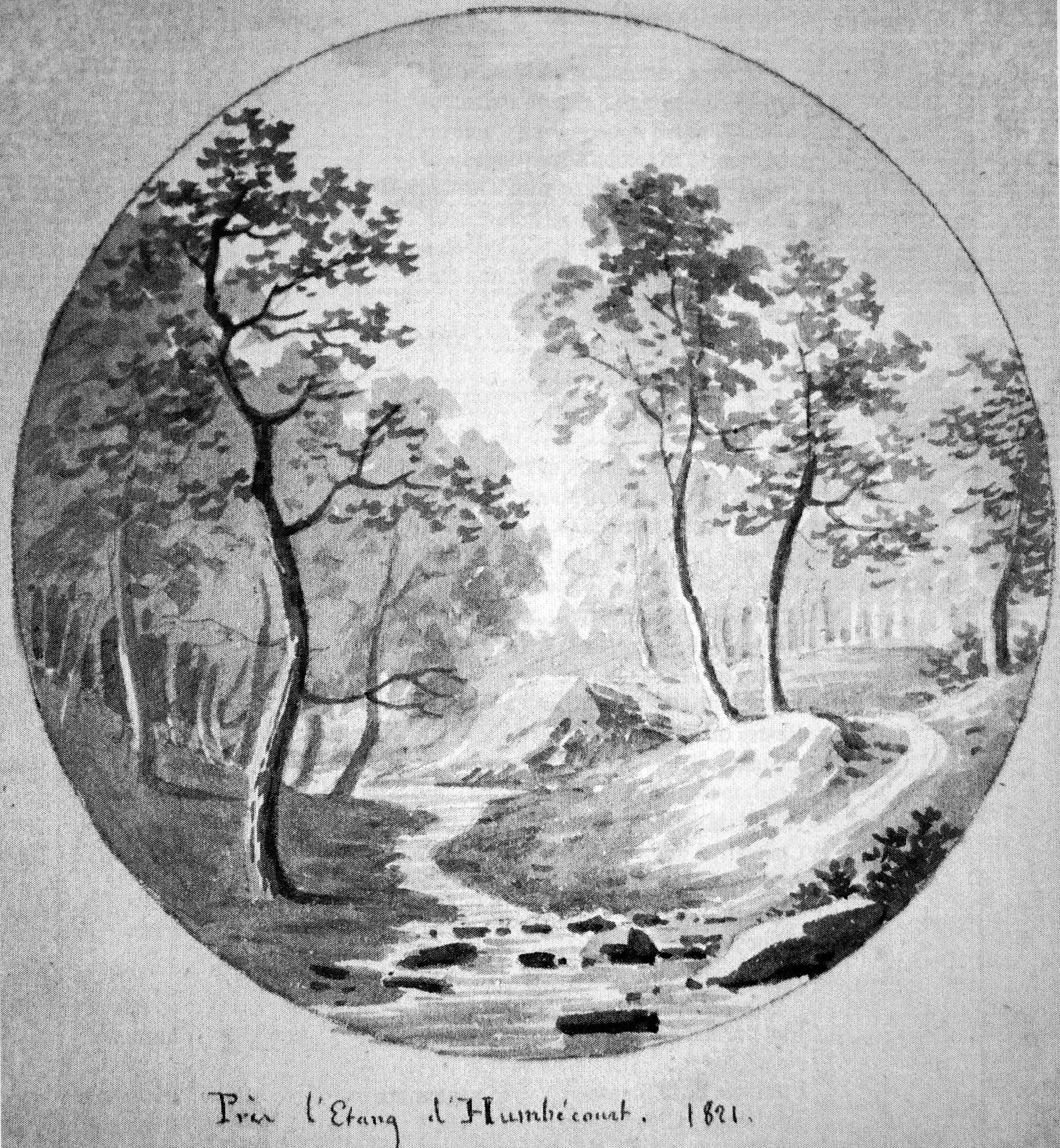
Humbécourt sur un dessin de François Alexandre Pernot.

En 1659, Humbécourt est le centre d'une guerre entre communes voisines avec Éclaron, Allichamps et Louvemont, qui durera du 16 mai au 29 novembre. La cause de cette querelle étant la délimitation de la Blaise

## Politique et administration
| Période                                  | Période  | Identité       | Étiquette | Qualité |
| ---------------------------------------- | -------- | -------------- | --------- | ------- |
| 1987                                     | 1994     |                |           |         |
| 1994                                     | 2001     |                |           |         |
| 2001                                     | 2008     |                |           |         |
| 2008                                     | En cours | Philippe Novac |           |         |
| Les données manquantes sont à compléter. |          |                |           |         |

## Population et société

### Démographie

#### Évolution démographique
L'évolution du nombre d'habitants est connue à travers les recensements de la population effectués dans la commune depuis 1793. Pour les communes de moins de 10 000 habitants, une enquête de recensement portant sur toute la population est réalisée tous les cinq ans, les populations de référence des années intermédiaires étant quant à elles estimées par interpolation ou extrapolation. Pour la commune, le premier recensement exhaustif entrant dans le cadre du nouveau dispositif a été réalisé en 2008.

En 2022, la commune comptait 755 habitants, en évolution de −4,91 % par rapport à 2016 (Haute-Marne : −4,62 %, France hors Mayotte : +2,11 %).
| 1793 | 1800 | 1806 | 1821 | 1831 | 1836 | 1841 | 1846 | 1851 |
| ---- | ---- | ---- | ---- | ---- | ---- | ---- | ---- | ---- |
| 415  | 486  | 468  | 460  | 550  | 541  | 561  | 547  | 502  |

| 1856 | 1861 | 1866 | 1872 | 1876 | 1881 | 1886 | 1891 | 1896 |
| ---- | ---- | ---- | ---- | ---- | ---- | ---- | ---- | ---- |
| 481  | 488  | 681  | 471  | 502  | 497  | 458  | 448  | 440  |

| 1901 | 1906 | 1911 | 1921 | 1926 | 1931 | 1936 | 1946 | 1954 |
| ---- | ---- | ---- | ---- | ---- | ---- | ---- | ---- | ---- |
| 456  | 403  | 402  | 336  | 363  | 366  | 360  | 437  | 415  |

| 1962 | 1968 | 1975 | 1982 | 1990 | 1999 | 2006 | 2008 | 2013 |
| ---- | ---- | ---- | ---- | ---- | ---- | ---- | ---- | ---- |
| 395  | 417  | 434  | 610  | 643  | 661  | 722  | 740  | 817  |

| 2018 | 2022 | - | - | - | - | - | - | - |
| ---- | ---- | - | - | - | - | - | - | - |
| 766  | 755  | - | - | - | - | - | - | - |

## Économie
Humbécourt, entre autres activités économiques, compte notamment un élevage de poules pondeuses implantée rue des Roches.

## Culture locale et patrimoine

### Lieux et monuments
- Château du Val en lisière de la forêt du Val.

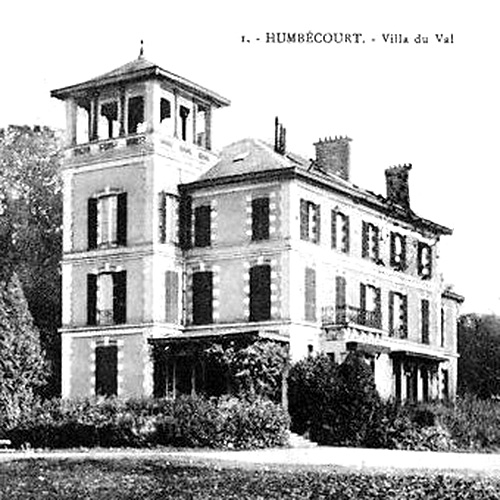
Le château du Val.

### Héraldique
| Blason de Humbécourt | Blason  | Coupé : au 1er parti de trois, au I fascé de gueules et d'argent de huit pièces, au II d'azur semé de fleurs de lys d'or au lambel de gueules en chef, au III d'argent à la croix potencée d'or cantonnée de quatre croisettes du même, au IV d'or aux quatre pals de gueules, au 2d parti au I d'azur semé de fleurs de lys d'or et à la bordure de gueules, au II d'azur semé de croisettes recroisetées au pied fiché d'or aux deux bars adossés du même ; sur le tout, d'or, à la bande de gueules, chargée de trois alérions d'argent. |
| Blason de Humbécourt | Détails | Armoiries de René II de Lorraine, sculptées sur la clef de voûte de la croisée du transept de l'église paroissiale de la commune. Le statut officiel du blason reste à déterminer. |